# 시간 관리
시간 관리는영어: time management 계획적으로 시간을 배분하여 관리를 하는 것을 의미한다. 즉, 근로자 경우, 하루 작업량을 공정하게 설정하기 위해, 근로자가 수행하는 개개 작업을 분석해 각각의 기본 동작에 드는 요소 시간(要素時間)을 관리하는 것을 말한다.

## 정의
표준시간을 기준으로 생산활동을 조직적으로 관리하기 위한 방법으로 어떤 작업을 하는데 있어서 어느 정도의 시간이 소요되는가를 측정·분석·기록하여 표준시간을 설정하는 방법으로, 흔히 동작연구(動作硏究)와 함께 실시하는 것이 보통이다. 요즘은 동작 불능 시간 중에서 보전 시간, 개수 시간, 보급 대기 시간을 제외한 시간을 나타내는 관리 시간(administrative time, 管理時間)이라는 개념까지 생겨났다.
'시간연구'의 창시자는 테일러(F.W. Taylor)로서 그의 과학적 관리법의 일환으로 개발된 것이다. 시간 관리의 방법으로는 여러 가지가 있으나 일반적으로 사용되고 있는 것은 스톱워치법과 워크팩터법(work factor method) 및 엠티엠법(method-time measurement method)의 세 가지가 있다. 그 중 스톱워치법(stop-watch法)은 테일러에 의해 창안된 것으로서, 이는 표준화된 작업을 평균 노동자에게 실제로 수행하게 하여 그 시간을 스톱워치로 측정하고 일정한 보정(補正)을 하여 표준 작업시간을 설정하는 방법이다.

## 역사
시간 관리는 과학적 관리법(scientific management , 科學的 管理法)으로 알려진 테일러(F. W. Taylor)가 19세기말부터 발표한 기법이며, 표준(標準)화, 계획(計劃)화, 통제(統制)화 한다는 원리를 근거에 의해서 생산활동을 합리적으로 운영하려고 하는 것이다. 테일러는 작업자의 작업분석이나 시간 및 동작연구로부터 시작하여 공정관리방식 등의 생산관리로, 그리고 기능직 직장(職長)제도의 고안 등 관리조직론, 다시 종업원의 선택, 배치 및 훈련 등 노무관리에까지 넓은 영역에 걸쳐서 발표했다. 그 뒤 길브레스(Frank. B. Gilbreth) 부부(夫婦)등에 의해서 수법(手法)을 더욱 발전시켰다.
과학적 관리법의 특색은 현실적이며 어디까지나 생산성 향상을 목적으로 해서 현장의 조사연구에 입각하여 확립되고 있다는 점이다. 기법의 대해서는 현재의 IE(Industrial Engineering, 경영공학)의 기초가 되었다.
그러나 스톱 워치(stopwatch)나 정규(rule)를 사용하거나 하는 방법은 효율, 대량생산의 기술, 작업의 전문화에 크게 진보했다 하여도, 그것은 세습적인 신분제도(caste)와 같은 조직 계층을 고정시키는 제도를 만들어냈으며 작업을 지루하고 제약적인 것으로 하고, 기계적이며 비인간적인 것으로 해버렸다. 관리자에 있어서 일반적인 동기부여는 돈과 노동의 비인간적인 교환으로 간주하고 있다. 즉, 1개의 작업을 1개의 임금으로 보는 시대가 되었던 것이다.

## 같이 보기
- 프로젝트 관리
- 뽀모도로 기법
- Getting Things Done(GTD)

## 참고 자료
- 《전략적 시간관리》, 패트릭 포사이스 저, 조영지 역, 비즈니스맵(2008년)